# وسام بن بحري
 وسام بن بحري من أبرز لاعبي القوى التونسين في الألعاب البارالمبية الصيفية 2000.
شارك وسام في الألعاب الصيفية البارلمبية 1996، و فاز فيها بميدالية فضية في سباقات القفز الطويل اختصاص MH. كما شارك في الألعاب البارالمبية الصيفية 2000، و فاز فيها بميدالية فضية في سباقات القفز الطويل اختصاص F20 و ميدالية ذهبية في سباقات القفز العالي في نفس الاختصاص.

## الألعاب البارالمبية
- ميدالية ذهبية في القفز العالي F20 في سيدني 2000.
- ميدالية فضية في القفز الطويل F20 في سيدني 2000.
- ميدالية فضية في القفز الطويل MH في أطلنطا 1996.

## مواضيع ذات علاقة
- تونس في الألعاب البارالمبية الصيفية 2000
- تونس في الألعاب البارالمبية